# The Lady in the Tutti Frutti Hat
The Lady in the Tutti Frutti Hat é uma canção composta por Harry Warren e Leo Robin, gravada por Carmen Miranda para o filme The Gang's All Here (1943).
Este foi o primeiro filme em cores dirigido por Busby Berkeley, cujos números musicais extravagantes receberam elogios da crítica, em especial a cena de "The Lady in the Tutti Frutti Hat". Nessa sequência, dançarinas aparecem segurando bananas de cerca de meio metro, o que, segundo críticos, evoca uma sugestão de pênis eretos. A performance culmina com Carmen Miranda equilibrando um grande painel de bananas sobre a cabeça.

## Antecedentes
Carmen Miranda mudou-se para Los Angeles em 1940 e, nos anos seguintes, participou de uma série de musicais da 20th Century-Fox. Em 1941, estrelou Uma Noite no Rio e, ainda naquele ano, apareceu em Aconteceu em Havana. À medida que sua fama crescia, os produtores começaram a oferecer-lhe mais falas e maior visibilidade como atriz. Em 1943, Busby Berkeley foi contratado pela Fox para dirigir o luxuoso musical de guerra Entre a Loira e a Morena, que contou com um dos números mais icônicos de Carmen Miranda: "The Lady in the Tutti Frutti Hat".

## Contexto

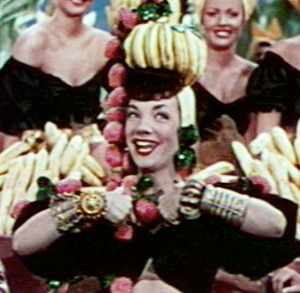
Carmen Miranda em The Gang's All Here.

O número musical "The Lady in the Tutti Frutti Hat", interpretado por Carmen Miranda no filme The Gang's All Here (1943), é uma das sequências mais memoráveis do cinema hollywoodiano da década de 1940. Dirigido por Busby Berkeley, conhecido por suas coreografias extravagantes, o número captura a essência do estilo visual e performático que consagrou Carmen como um ícone cultural pop.
A cena é marcada por uma coreografia grandiosa que mistura formas geométricas, padrões hipnóticos e elementos surrealistas. O uso de bananas gigantes como adereços cênicos cria um espetáculo visual exuberante, equilibrando humor e sensualidade. Essa estética exagerada é reforçada pelo figurino de Carmen, que inclui seu clássico turbante decorado com frutas e um traje que realça sua presença cênica. As cores vibrantes do Technicolor, uma inovação tecnológica da época, amplificam o tom tropical e extravagante da performance.
A narrativa do número reflete o contexto cultural do período, especialmente a "Política de Boa Vizinhança" promovida pelos Estados Unidos durante a Segunda Guerra Mundial. Hollywood, na época, frequentemente retratava a América Latina de forma romantizada e estereotipada, e Carmen Miranda, embora brasileira, foi incorporada a essa visão. No entanto, sua presença em cena transcende os clichês ao transformar esses elementos em sua marca pessoal, oferecendo uma performance que combina carisma, humor e autenticidade.
A direção de arte de Berkeley, com seus enquadramentos simétricos e movimentos de câmera elaborados, transforma o número em um espetáculo visual único. A cena mistura paródia e celebração, brincando com a exotificação da cultura tropical, enquanto Carmen Miranda cativa o público com sua energia contagiante. "The Lady in the Tutti Frutti Hat" permanece um marco do cinema clássico de Hollywood. Embora inserido em um contexto de estereótipos culturais, o número é amplamente celebrado não apenas por sua execução artística, mas também pelo impacto duradouro de Carmen Miranda na cultura popular.

## Impacto cultural

Carmen Miranda aparece em uma das cenas mais famosas de sua carreira no cinema.

O número musical "The Lady in the Tutti Frutti Hat", interpretado por Carmen Miranda, se consolidou como um marco cultural, gerando inúmeras referências e homenagens ao longo das décadas. Sua estética vibrante e a performance única de Carmen deixaram um legado que continua a ser celebrado e reinterpretado em diversos contextos. Nas animações clássicas, como Looney Tunes e Tom & Jerry, o número foi frequentemente parodiado. Personagens femininas ou até mesmo animais eram retratados com turbantes de frutas em cenas cômicas, evocando diretamente a imagem de Carmen Miranda. Esses momentos contribuíram para solidificar o visual do número como parte do imaginário coletivo. O figurino icônico de Carmen – especialmente o turbante com frutas tropicais – tornou-se um símbolo cultural associado ao tropicalismo e à exuberância. Essa estética transcendeu o cinema, aparecendo em desfiles de moda, fantasias de carnaval e campanhas publicitárias ao longo dos anos.
No cinema e na televisão, o número continua a ser referenciado, como em Os Simpsons, onde os personagens Homer e Bart colocam um chapéu de frutas na cabeça, uma referência clara a Carmen Miranda. Outro exemplo é O Máskara (1994), em que o personagem de Jim Carrey dança em uma cena que remete ao estilo exagerado e tropical, característico da artista.
Além disso, artistas contemporâneos como Madonna, Katy Perry e Anitta incorporam elementos tropicais e figurinos extravagantes em suas apresentações, claramente influenciados pelo estilo de Carmen Miranda. Performers de cabaré e drag queens também reinterpretam frequentemente o número, trazendo o legado de Carmen para os palcos de todo o mundo.
Programas de humor, como Saturday Night Live, também recorreram ao número como referência em esquetes cômicas, enquanto o visual de "The Lady in the Tutti Frutti Hat" inspirou artistas e designers. No mundo da moda, nomes como Miuccia Prada e Jean-Paul Gaultier citaram Carmen Miranda como referência em coleções que celebram a exuberância tropical.

## Legado
Em dezembro de 2014, a Biblioteca do Congresso reconheceu The Gang's All Here como "culturalmente, historicamente ou esteticamente significativo" e o selecionou para preservação no National Film Registry. Além disso, o filme foi indicado pelo American Film Institute em 2004 e 2006 para integrar duas importantes listas: 100 Anos... 100 Canções (pela canção "The Lady in the Tutti Frutti Hat") e Os Maiores Musicais do Cinema, respectivamente. Em 2018, a revista Billboard elegeu o número musical "The Lady in the Tutti Frutti Hat" como uma das "100 Melhores Apresentações Musicais do Cinema", alcançando a 65ª posição.